# مايكل جاكسون مون والكر
مايكل جاكسون مون والكر (بالإنجليزية: Michael Jackson's Moonwalker)‏ (باليابانية: マイケル・ジャクソンズ・ムーンウォーカー) ، هي لعبة إلكترونية من نوع منصات وشوتم آب، أنتجت عام 1990م، وأصدرت قبلها عام 1989م على بعض أنظمة ألعاب الفيديو مثل أميغا وغير ذلك، وهي من أقوى ألعاب شخصية مايكل جاكسون.

## وصلات خارجية
- مايكل جاكسون مون والكر على موبي غيمز (console versions)
- مايكل جاكسون مون والكر على موبي غيمز (computer versions)
- ScrewAttack's Video Retrospective of the Arcade & Mega Drive Versions
- HonestGamers Arcade Review
- New Michael Jackson video game in the works: http://www.mjdatabank.com/english_version/news/2009/june/20090621_mj_video_game.htm
- X-entertainment article on the videogames
- Michael Jackson's Moonwalker at Games4Win (PC playable)